# Шенбрунн-ім-Штайгервальд
Шенбрунн (нім. Schönbrunn) — громада в Німеччині, розташована в землі Баварія. Підпорядковується адміністративному округу Верхня Франконія. Входить до складу району Бамберг. Складова частина об'єднання громад Бургебрах.
Площа — 24,67 км2. Населення становить 1858 ос. (станом на 31 грудня 2020).

## Географія

### Адміністративний поділ
Громада  складається з 8 районів:
- Френсгоф
- Фрешгоф
- Груб
- Гальберсдорф
- Нідерндорф
- Обернойзес
- Штайнсдорф
- Цеттманнсдорф